# Toumaï Air Tchad
Toumaï Air Tchad (arabisch الخطوط الجوية التشادية توماي) ist die nationale Fluggesellschaft des Tschad mit Sitz in N’Djamena und Basis auf dem Flughafen N’Djamena.

## Geschichte
Toumaï Air Tchad wurde 2004 gegründet. Sie war Mitglied in der IATA und stellte im Herbst 2012 den Betrieb ein, nachdem ihr bereits zuvor aus Sicherheitsbedenken die Erlaubnis für internationale Flüge entzogen worden war. Im September 2013 wurde der Betrieb jedoch wieder aufgenommen.

## Flugziele
Toumaï Air Tchad fliegt aktuell keine Linienziele an, jedoch werden Charterflüge vor allem nach Dschidda angeboten.

## Flotte
Mit Stand März 2020 besteht die Flotte der Toumaï Air Tchad aus einem Flugzeug mit einem Alter von 29,5 Jahren:
| Flugzeugtyp    | Luftfahrzeugkennzeichen | Anmerkungen |
| -------------- | ----------------------- | ----------- |
| Boeing 737-300 | TT-EAZ                  | inaktiv     |

## Weblink
- Fotos der Toumaï Air Tchad auf airliners.net